# Elkhonon Goldberg
Elkhonon Goldberg (Riga, 1946) è un neuroscienziato e neuropsicologo lettone naturalizzato statunitense.
È una figura di primo piano della neuropsicologia.

## Biografia
Nato in Lettonia, si trasferì negli USA durante gli anni settanta. Esercita alla New York University School of Medicine, dove dirige l'Istitute of Neuropsychology and Cognitive Performance.

## Opere
- L'anima del cervello, 2001.
- Il paradosso della saggezza, 2005.
- La sinfonia del cervello, 2009.
- La vita creativa del cervello, 2018.